# GO-WILD
『GO-WILD』（ゴー・ワイルド）はZYYGのファーストアルバム。

## 解説
栗林誠一郎在籍時のオリジナル・アルバム。
「SMILE AGAIN」は、関西テレビ「愛と疑惑のサスペンス」エンディングテーマ。
ジャケットの撮影場所は、先行シングル「NO RETURN LOVE」同様、工場周辺に撮影したもの（夜間の撮影分は対象外）。本作リリース後に栗林が脱退。これまでのZYYGとして制作した20曲から11曲を選曲（同作封入のレコーディングノーツより文献を一部抜粋）。

## 収録楽曲
1. One Night Heaven
高山征輝の「どっしりとしたオープニングにしよう」との考案から本曲が出来た。
2. NO RETURN LOVE
3. Starting over now
栗林のソロ曲「LONELY ONE」同様にサイレンの音から始まる。
4. SMILE AGAIN
5. 壊したい現実
6. RUNNING WAY
7. 遠い日のメロディー
ZYYGの楽曲制作において最初に作った楽曲。
8. 風にまぶしい
9. SONG FOR BROTHER
10. I WANNA GOOD-BYE
本作の中では一番bpmの高い楽曲であり、作詞・編曲を幾度もやり直している。
11. 君が欲しくてたまらない
後に、WANDSがセルフカバー。

作詞:高山征輝 (except 11)、上杉昇 (11)
作曲:栗林誠一郎 (except 11)、織田哲郎 (11)
編曲:栗林誠一郎 (ALL)

## 参加ミュージシャン
- 高山征輝 - ボーカル
- 栗林誠一郎 - ベース、キーボード、コーラス
- 後藤康二 - ギター (5,8,11を除く)
- 藤本健一 - ドラム (5,8,11を除く)
  - 大黒摩季 (コーラス)
  - 生沢佑一 (TWINZER) - コーラス
  - 小澤正澄 - ギター
  - 増崎孝司 (DIMENSION) - ギター